# プロイセン王立造兵廠

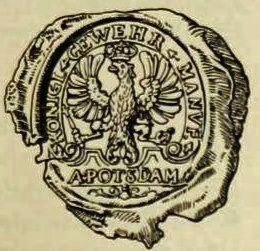
ポツダムの銃砲製作所の印章。

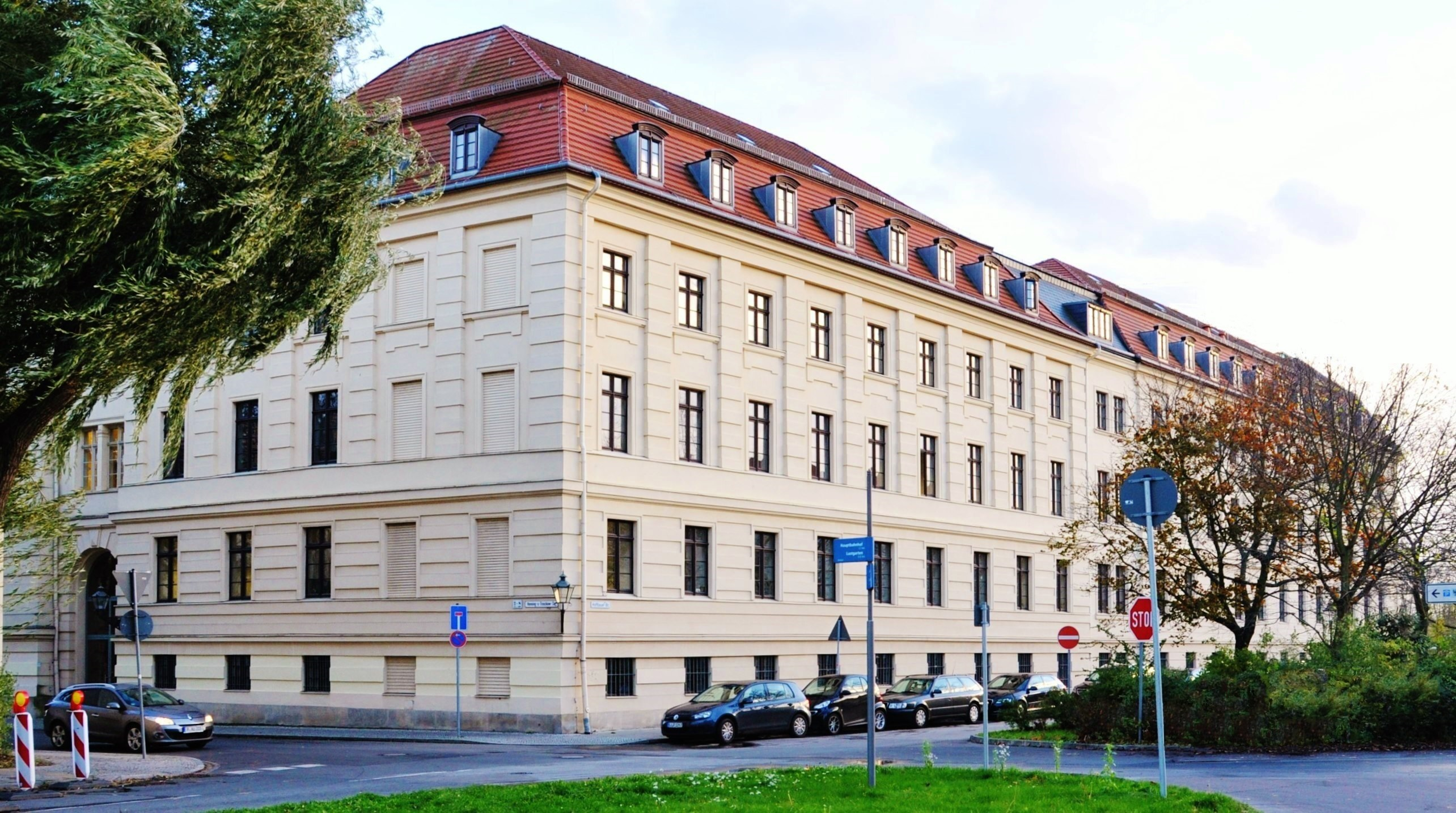
かつてのポツダム造兵廠本館の一部。2013年の状態。

プロイセン王立造兵廠（プロイセンおうりつぞうへいしょう、ドイツ語: Königliche Preußische Gewehrfabrique）は、プロイセンで最古の銃砲製造所であり、1722年に「軍人王」ことフリードリヒ・ヴィルヘルム1世によって創設された。王は建設と工廠の技術的設備に出資し、カトリックの労働者のため住居と教会堂を建てさせた。
この造兵廠では「Gewehr」（ゲヴェーア）という言葉の当時の意味に従って小火器の他に冷兵器も製造していた。主な納入先はプロイセン軍である。1850年までは、賃貸借契約の枠組みで私設企業が製造を担当していた。その後、経営は国に引き継がれ、ポツダムの工廠は廃業する。代わってシュパンダウの工廠が同地の兵器産業の根幹を成した。
ほぼ200年にわたる造兵廠の歴史は第一次世界大戦後の1919年、ヴェルサイユ条約に基づく制約によって幕を閉じた。以後は他の12の陸軍・海軍工廠とともに新設され、民需のために生産を行うようになったドイチェ・ヴェルケの一部となり、ドイチェ・インドゥストリーヴェルケの商号の下、営業を続けることになる。

## 前史
1713年、フリードリヒ・ヴィルヘルム1世が即位した時、プロイセンはわずかな工廠（ベルリンの鋳砲所、ツェーデニックの砲弾鋳造所とハーゲンの鍛刀所）を持つのみの経済的にも軍事的にも弱小な国家であった。祖父の大選帝侯が商工業を振興するべく重商主義的法令の一環として導入したものの、その後継者が怠った諸政策を、王はさらに力強く、兵器製造の分野においても継続した。ここにおいても閉鎖経済の下、「資金を国内に留める」こととされたのである。

## 計画と創設
銃砲製造所の創設は、共同出資者のダーヴィット・シュプリットゲルバーとともにシュプリットゲルバー＆ダウム商館を経営し、その重点を数十年にわたり軍の装備と砲弾に置いてきたゴットフリート・アドルフ・ダウムが提案した。王命を受けて交渉にあたったのは、後に王立火薬廠や兵器庫にも関わって功績を立てたクリスティアン・ニコラウス・フォン・リンガー大佐である。ゴットフリート・ダウムがその計画、「いかに国王陛下が新しい銃砲製造所を御領地に設立し（中略）良き武器を造らせ給うか（後略）」を披露した後、1722年3月22日に王から最高決議を伴う承認が下り、それが共同作業の下地となった。その中で王は労働者に特権（信仰の自由、工場敷地内におけるブランデー飲酒の許可、カントン制度の任意適用）を確約している。また深刻な状況下ではあてにできないものの、経営者には特権が認められている（異例の賃貸借契約関係を参照）。
用地として提供されたのはホーエンツォラーン家の領地に属し、衛戍地となった王宮所在都市ポツダムである。
製造所は分散された。鍛造、穿孔、鍛金や研磨といった全ての大まかな作業は、同じく王領であったシュパンダウ郊外の一帯で行われた。武器の部品の輸送にはハーフェル川の水路が利用できた。ポツダム市内には最終仕上げ、品質監査、管理と監督の各部門があった。造兵廠は国王直轄（Immediatbau）の地位とともに軍の管轄下にあり、宮廷裁判所に直属していた。
プロイセンには存在しなかった、計画の実行に必要な専門家はゴットフリート・ダウムが、当時の武器製造の中心地であったリエージュで募集した。作業場と住居が完成した後、シュプリットゲルバー＆ダウム商館は1722年に造兵廠を賃借し、ゴットフリート・ダウムが監督に就任する。何人かの親方は、エッセンの造兵廠から来て国王に仕えている。

## ポツダム時代

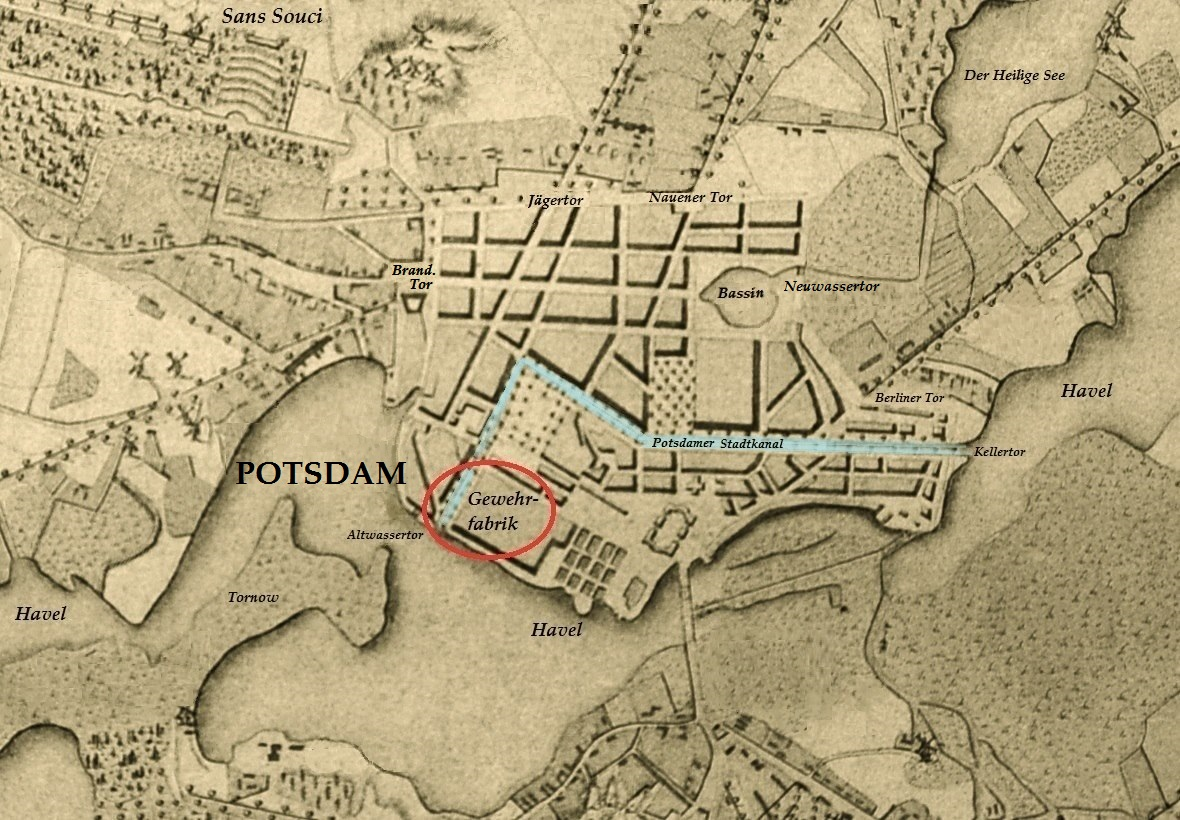
1785年頃のポツダム

この造兵廠はハーフェル川に注ぐ排水溝の東側にある、合流地点の近くの土地に建てられた。建設と同時に国王は、この排水溝を輸送路、ポツダム運河へと拡張させ、未舗装道路、「アン・デア・ゲヴェーアファブリーク」（現在のホフバウアー通り）を敷設させた。舗装は40年後に実施されている。
2階建ての独立した建築群から構成される工廠の定礎は、早くも1722年3月26日に行われた。国王は募集したカトリックの労働者のため、自身の出資で設立させた小さな教会堂をもって施設を補完する。
同年、先行建築である衛戍教会が完成した後、運河の向こう岸で、造兵廠の後継者をも育成することになっていた大軍人孤児院の建設作業が始まる。この時代の建物は全て、不安定な土台の上に木組み建築様式で建てられた。

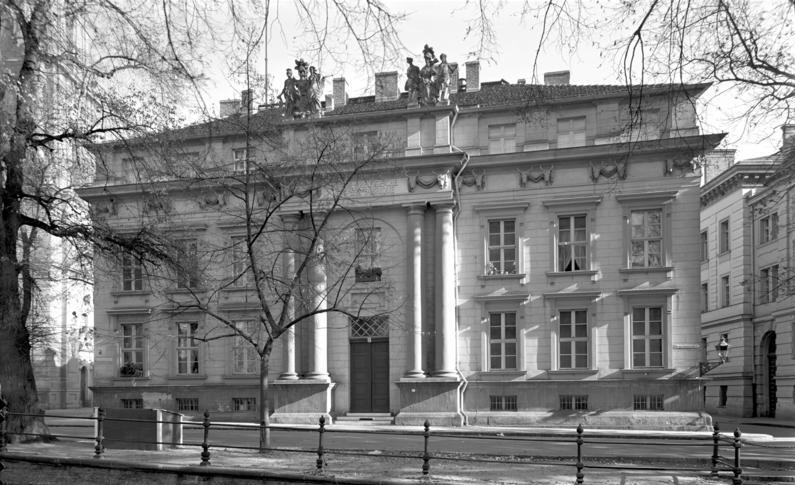
ヨハン・ゴットフリート・ビューリンクが建設した造兵廠のかつての管理棟。1910年頃。

最初の損傷は衛戍協会に表れ、取り壊された後に1730年、フィリップ・ゲルラッハの有名な新建築をもって置き換えられた。次々に他の建物も更新を余儀なくされる。造兵廠は、1776年から1780年にかけてゲオルク・クリスティアン・ウンガーが設計した4階建ての堅牢な本館を得た。続いて大きな土地の境界沿いの建築（Brockrandbebauung）が建てられていき、その中庭ではなおしばらくの間、木組みの建物が利用された。1771年から1778年にかけて、軍人孤児院はカール・フォン・ゴンタルトの設計で新築された。造兵廠の管理棟は1755年、ヨハン・ゴットフリート・ビューリンクによりブライテ通りとアン・デア・ゲヴェーアファブリーク通りの角地に建てられている。現存していないこの館には国王の委員や造兵廠長官の住居があった。1740年から1785年まで45年の長きにわたって長官を務めたのはヨハン・フリードリヒ・リュッカーであり、その墓はボルンシュテット墓地に現存する。
ポツダムにおける武器の製造は1850年に終了し、町は最大の工場を失った。プロイセンの兵器産業はシュパンダウに集中する。ポツダムの造兵廠は兵舎に改築され、近衛第1歩兵師団の施設群の一つとなった。現在も残されている工廠の本館の一部（ホフバウアー通りとヘンニンク・フォン・トレスコウ通りの角地）は史跡保護の対象であり、2013年現在、ブランデンブルク州インフラ・農業省に利用されている。

## シュパンダウ時代

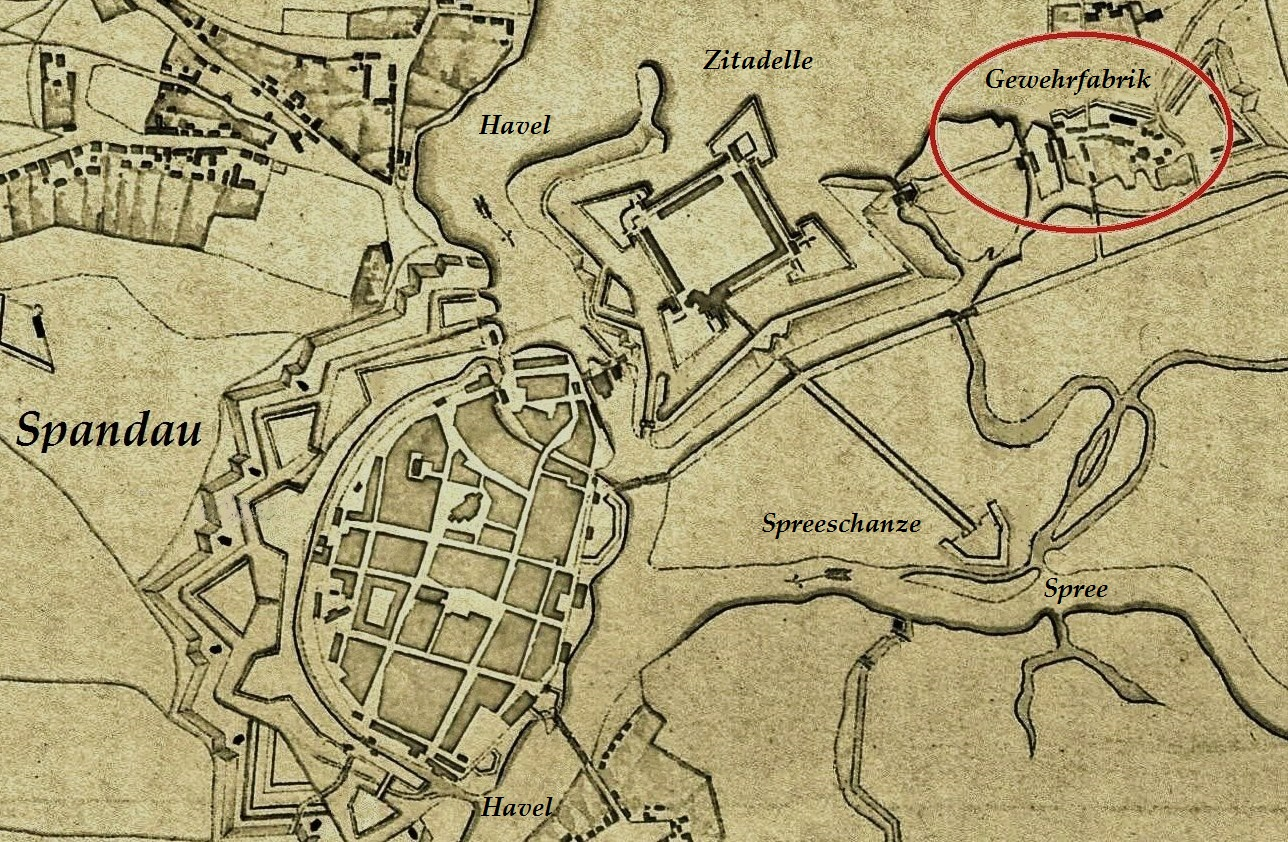
1812年頃のシュパンダウ

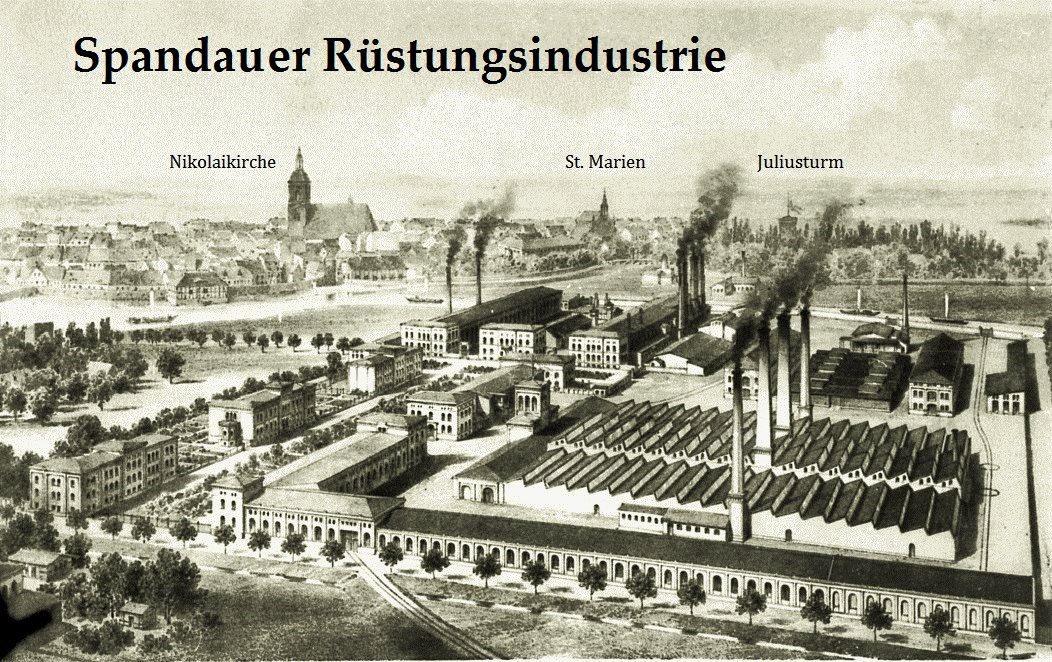
造兵廠、鋳砲所、火薬廠、弾薬工場と火砲製造所を伴うシュパンダウ＝シュトレーゾウの1869年の工業施設。

「Plan」（計画地。後には「Gewehrplan und Pulverfabrik」、すなわち武器計画地と火薬工場）と呼ばれる一帯の敷地はシュパンダウ城塞の東側から一望できる場所にあり、後には拡張されたシュパンダウ要塞の一部となった。シュパンダウでも最初の建物は、労働者の住居も作業場も単純な木組み建築であった。、リエージュ出身の銃工のため、ここに建てられた小さな木組みの教会は宗教改革後、プロイセンで初めて建設されたカトリックの教会堂であった。教区の成長に伴い、これは1847年から1848年にかけて現在も残されているベーニッツの聖マリア教会に置き換えられている。シュパンダウでは鉄を加工するため、水力式のハンマー・ミルやボーリング・ミルが存在した。1726年、ゴットフリート・ダウムはツェーデニックで鋳造した砲弾を収納する倉庫を建てさせている。
1755年、国王フリードリヒ2世は新しいボーリング・ミルと鉄を収容する倉庫のために出資する。しかし造兵廠の建物の維持には、「経営者の利益にしかならない」として「1グロッシェンたりと」払う気がなかった。結局、1775年から1777年にかけて国王は工廠や住居の広範な保守作業を命じている。
1817年における王立花火研究所のベルリンからシュパンダウ城塞への移設と、1834年における王立火薬廠のベルリン近郊、ユングファーンハイデからシュパンダウへの移築をもって、既存の造兵廠に加えて兵器産業の二つの工廠が同地へ移転してきた。続いて1855年には大砲鋳造所の建物が追加され、1869年から1870年にかけて新しいハンマー・ミルと圧延工場を伴う火砲製造所が新築される。これら二つの軍需工場で、従業員はゾイトカー社の機械を用い、砲架、前車や弾薬輸送車などを製造していた。さらに青銅製の榴弾や大砲も造られた。1868年から1887年にかけて、さらに新しいボーリング・ミルと弾丸の円筒研削工場が加わっている。
小銃試験委員会はその業務を1887年、シュパンダウで開始した。

## 異例の賃貸借契約関係

### 初期状況
基盤となったのは、そのおかげで造兵廠が設立された経営者に計らうべく、国王フリードリヒ・ヴィルヘルム1世が一方的に意思を表示した1722年3月22日の最高決議である。感謝の印として王は、経営者たちにこの工廠を「永久に無償」で委任した。
こうした厚情は経営者たちに対し、輸出に必要な武器を国王の兵器庫から持ち出すよう認める形でも表されている。こうして彼らには、生産状況に左右されない迅速な出荷が可能となった。兵器庫への現物による補充は、数年に分けて行ってもよいこととされた。その代わり経営者は次第に、他の特権の削減や、生産と運営に対する王室からの干渉を甘受しなくてはならなかったのである。

### 国王の介入
まず倹約家の軍人王が自ら介入した。工廠の創設者として国王はマスケット銃1丁の価格を7ターラー12グロッシェンと定めたが、それから6ターラー19グロッシェンしか支払わなかった。需要がほとんど満たされた後、注文は減少した上、王は価格を6ターラーに抑えようとする。価格に関するこの強要は、ただでさえすでに国主の軍備・臨戦態勢に依存している生産状況をさらに深刻化させた。経営陣がこれを受けて全ての計画からの撤退を表明すると、国王は最終的に6ターラー12グロッシェンを支払う準備があると宣言している。
他にも著しい生産停止やコスト増大に繋がったシュレーズィエン産の鉄の利用や、30,000ターラーの損失を招いた人事問題への介入、国が任じた長官や武器監査委員会（Gewehr-Revisionskommission）の設置といった干渉が行われた。
約束されたプロイセンにおける唯一の兵器製造業者という地位も1815年、プロイセン王立ザールン工廠の設立によって侵害された。
この段階的な特権剥奪とともに重商主義的政策の放棄も行われ、最終的に1850年、国による賃貸借契約の解約に至る。経営陣は政治状況の変化に対応し、42,000ターラーの補償金を受け取った。

### 変動する生産性
とりわけシュレーズィエン戦争の時期のような好景気の期間は、短時間勤務の時代と交互に来た。生産量が多い時期の大きな利益は、平時の給料の支払いや戦災（軍税、没収や操業停止）によって生じた損害に直面していた。生産性の後退は、モデルチェンジの際に毎回発生した。そして生産初期の不良は、兵器が複雑化するにつれ、ますます増えていったのである。

### 作業の妨げ
軍人王は、全ての前提条件が揃っていないにも拘わらず、早期の生産開始にこだわった。最初の数年間、槊杖はゾーリンゲンから、そして木製の銃床はニュルンベルクから取り寄せられていた 。最大の難事は、繰り返される人事問題であった。失望した労働者が故郷に帰るため、常に新規の募集を行わなければならなかったのである。この人材流出はシュレーズィエン戦争中、国王の命令により造兵廠の労働者が戦闘部隊に従い、現地で銃の修理を行うようになると加速した。こうした派遣だけでも工廠内の人員不足に繋がり、戦争によって増大した武器の需要を満たすことができなかった。シュプリットゲルバー＆ダウム商館は、外部で生産された20,000丁の銃を利益なしで追加購入しなくてはならなかったのである。
経営陣の権威喪失は、新しい製造方法の導入に際して労働者の抵抗を招いた。銃の閉鎖機構の部品制作に用いる型板の利用（1827年）を徹底するには、最初期の蒸気式機械の使用（1843年）と同じく困難を伴った。
1840年には労働者の不満が公然とした反乱に発展し、収束に警察と軍の支援を要した。その結果、「王立造兵廠の労働者に向けた服務規程」が制定された。

## 1722年から1850年までの兵器製造

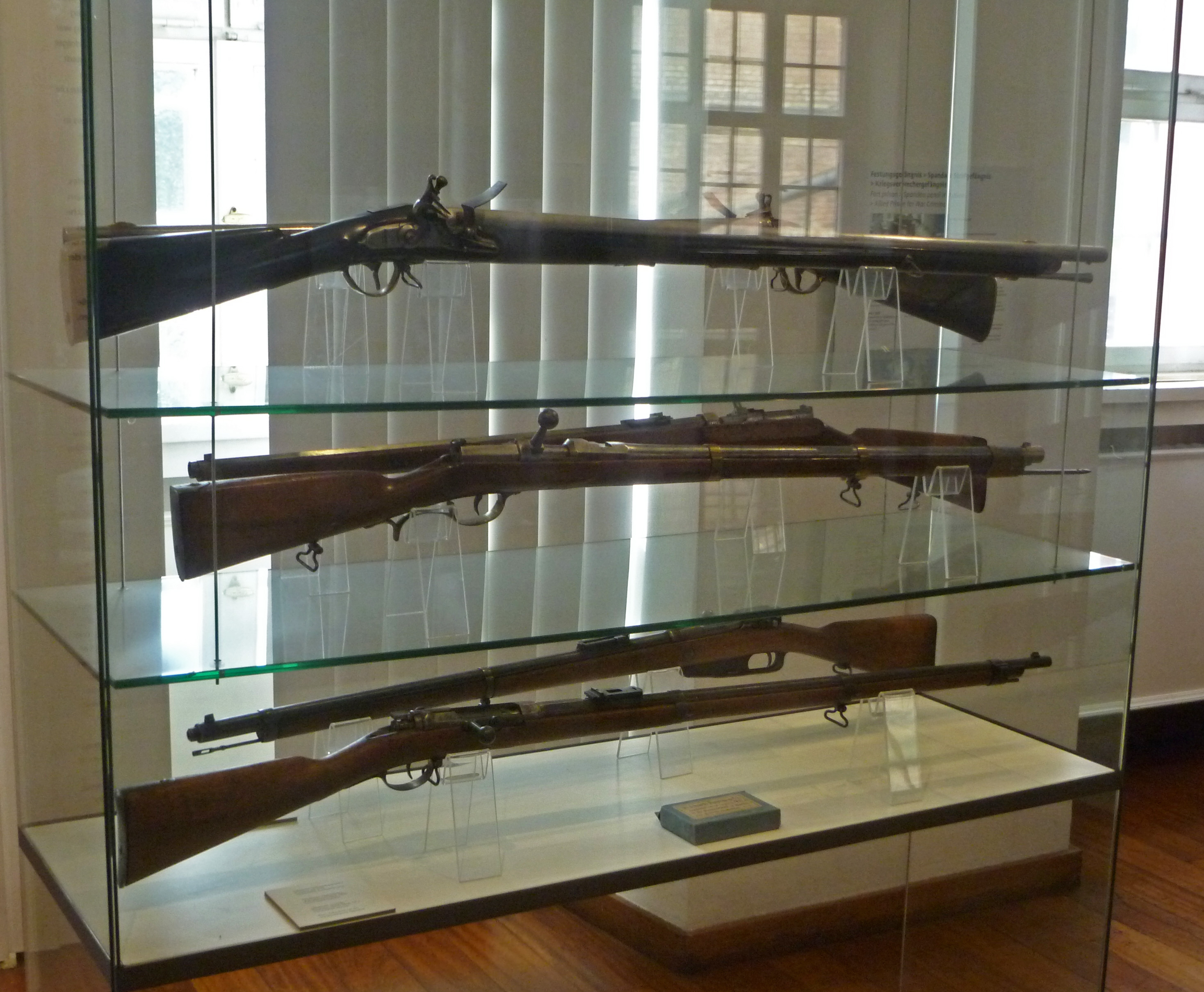
シュパンダウ城塞の展示ケース。上から1770年式マスケット銃、1854年式ドライゼ撃針銃そして1871年式歩兵銃。

ポツダムやシュパンダウで製造された初めての小火器、フリントロック式の1723年式マスケット銃はリエージュのメーカー、F.P.エヌールのマスケット銃の模造品であり、同社はプロイセン軍の初期の供給業者に名を連ねていた。何度も改修されたこの銃は、友邦への輸出のためにも製造された。1780年以降、1780/87年式歩兵銃の生産が始まる。1801年にはノートハルト銃が後継品となったが、その導入はナポレオンとの軍事衝突によって妨げられた。シャルンホルストの軍事改革とフランス軍の撤退後、造兵廠は改良されたマスケット銃、新プロイセン式歩兵銃こと1809年式歩兵銃をもって生産を再開する。この銃のほとんどは後に、パーカッションロック式に改修された。
兵器・戦闘技術の新時代は、ヨハン・ニコラウス・フォン・ドライゼの撃針銃が切り開いた。諜報活動を妨げるため、この銃の製造はドライゼが所有する工場と国立施設でのみ行われることとされた。そのためプロイセンは、1722年から継続していたシュプリットゲルバー＆ダウム商館（最後はシックラー兄弟）との賃貸借契約を解約し、兵器製造所をシュパンダウに集中する。
プロイセン王立造兵廠の製造品目には、当初からピストルやカービン銃が含まれていた。冷兵器としてはエペ、サーベル、槍や銃剣が造られた。1750年にはキュイラスの製造が始まっている。
130年続いた賃貸借契約の間に、武器に当局の認証である「POTSDAMMAGAZ」やプロイセンの鷲の紋章と並んで賃借人のイニシャルが刻印されており、それには世代の移り変わりとともに三つの種類があった。「S&D」はシュプリットゲルバー＆ダウム商館とダウム家の後継者（1722年-1779年）、「DSE」はダーヴィット・シュプリットゲルバーとその後継者（1780年-1795年）そして「GS」はシックラー兄弟（1795年-1850年）のものである。

## 1852年から1918年までの兵器製造
1850年におけるポツダムの製造施設の閉鎖ならびにシュパンダウ＝シュトレーゾウへの集中後、技術的施設の相応の近代化を経て最初に製造されたのは、20年にわたって兵器技術上の先進性を維持できた1841年式ドライゼ銃であった。その後、さらに優秀なフランスのシャスポー銃が開発されると、ドライゼ銃の新型（1862年式ドライゼ銃）が必要になり、結局はマウザー1871年式小銃が後継となった。

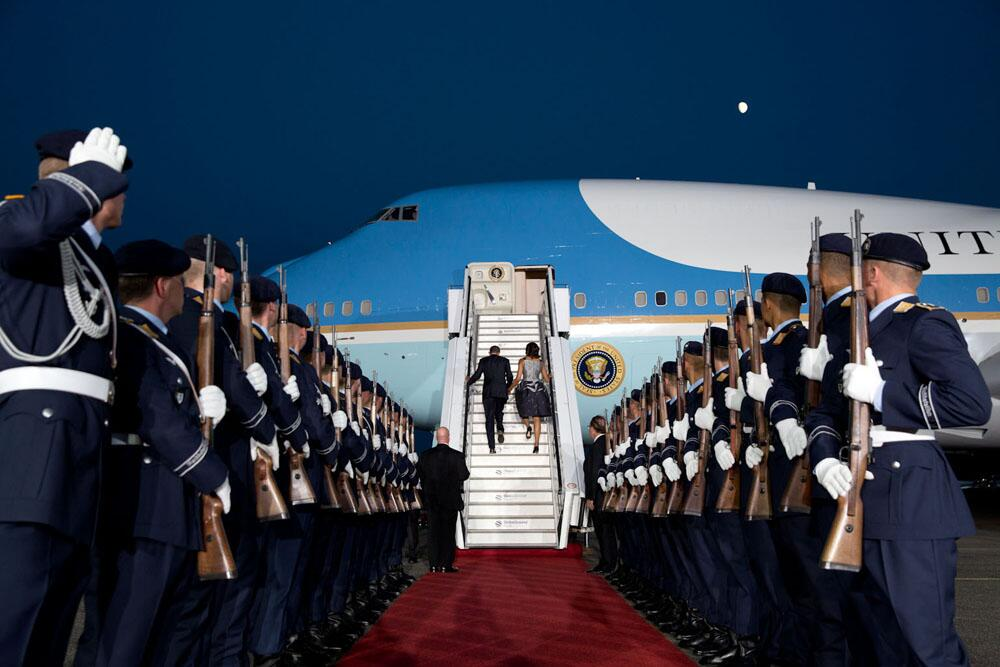
2013年、バラク・オバマとミシェル・オバマ大統領夫妻のベルリン訪問に際して表敬のため整列する儀仗大隊

1877年の創設後、シュパンダウを所在地とした国営の小銃試験委員会は独自の銃、いわゆる「委員会小銃」（公式名称は「Gewehr 88」）の開発を開始する。それは数百万丁も他の銃器工場で製造されたにも拘わらず期待を満足させるものではなく、程なくして新しい武器が検討されることになった。その結果がマウザー1898年式小銃であり、1898年以降様々な仕様で製造され、第一次世界大戦においてドイツ帝国陸軍の標準兵装の一端を担った。現在（2013年）もなお、この銃は連邦国防省儀仗大隊において外交儀礼上の任務に使用されている。

## 歴代長官
- 1852年–1854年 リンガー少佐
- 1854年 カール・フォン・アーヴェマン（ドイツ語版）大尉
- 1854年–1857年 ガルニエ大尉
- 1857年–1875年 ヘルマン・フォン・シェッツェル（ドイツ語版）大尉
- 1875年–1877年 エドゥアルト・アルベルト・フリードリヒ・クラッテン（ドイツ語版）大佐
- 1877年–ゲルハルト少佐

## 文献
- Friedrich Nicolai（ドイツ語版）: Beschreibung der Königlichen Residenzstädte Berlin und Potsdam. 1789.
- H. C. P. Schmidt: Geschichte und Topographie der Königl. Preußischen Residenzstadt Potsdam, Verlag Ferdinand Riegel, Potsdam 1825.
- J. D. F. Rumpf: Die Preußische Monarchie. Verlag J. W. Boicke, Berlin 1825.
- Erika Herzfeld: Preußische Manufakturen. Verlag der Nation, Berlin 1994, ISBN 3-373-00119-6.
- Heinrich Müller: Das Heerwesen in Brandenburg und Preußen von 1640 bis 1806. Band 1: Die Bewaffnung. Brandenburgisches Verlagshaus, Berlin 1991, ISBN 3-327-01072-2.
- Bernhard R. Kroener（ドイツ語版） (Hrsg.): Potsdam – Staat, Armee, Residenz in der preußisch-deutschen Militärgeschichte. Propyläen Verlag, Frankfurt am Main u. a. 1993, ISBN 3-549-05328-2.
- Wilhelm Hassenstein: Zur Geschichte der königlichen Gewehrfabrik in Spandau unter besonderer Berücksichtigung des 18. Jahrhunderts. In: Jahrbuch des Vereines Deutscher Ingenieure. 1912, Bd. 4, OCLC 174576314, S. 28–62.
- Wilhelm Hassenstein: Die Gewehrfabrik Spandau im Übergang aus der privaten in die staatliche Leitung, 1812 bis 1852. In: Jahrbuch des VDI. Band 27, 1938.
- Wilhelm Hassenstein: Abnahme und Preise der Gewehre und Waffen in der Gewehrfabrik Spandau im 18. Jahrhundert. In: Zeitschrift für das gesamte Schieß- und Sprengstoffwesen. November 1940.
- Friedrich Lenz, Otto Unholtz: Die Geschichte des Bankhauses Gebrüder Schickler, Festschrift zum 200-jährigen Bestehen, Verlag G. Reimer, Berlin 1912. トロント大学による電子版。
- Andrea Theisen, Arnord Wirtgen（ドイツ語版） (Hrsg.): Militärstadt Spandau – Zentrum der preußischen Waffenproduktion von 1722 bis 1918. Stadtgeschichtliches Museum Berlin-Spandau, Brandenburgisches Verl.-Haus, Berlin 1998.